# Wilhelm Friedrich Maier
Wilhelm Friedrich Maier (* 25. Juli 1859 in Rot am See; † 24. Dezember 1931 in Ulm) war württembergischer Oberamtmann an verschiedenen Oberämtern.

## Leben
Der Sohn des Kameralverwalters Wilhelm Konrad Maier besuchte zunächst die Volksschule, dann 1869–1873 die Lateinschule in Backnang und 1873–1875 das Obergymnasium in Heilbronn. Ab 1875 war er am evangelisch-theologischen Seminar in Blaubeuren. An der Universität Tübingen studierte er 1877 zunächst Philosophie, dann 1878–1881 Rechtswissenschaft. Er war Mitglied der Verbindung Normannia Tübingen. Der ersten höheren Justizdienstprüfung 1881 folgte 1882–1883 ein Referendariat beim Oberamt Eßlingen und bei der Regierung des Donaukreises in Ulm. Nach dem zweiten Staatsexamen 1883 war er zunächst kurz bei der Stadtdirektion Stuttgart und am Oberamt Cannstatt, bevor er noch im selben Jahr Amtmann am Oberamt Neckarsulm wurde. 1886 wechselte er in derselben Position ans Oberamt Heidenheim. 1887 wurde er als Regierungsassessor Lehrer für Rechtskunde an der Akademie Hohenheim. 1892 kam er als Oberamtsverweser zum Oberamt Neuenbürg, dessen Oberamtmann er 1893 wurde. Ab 1896 leitete er das Oberamt Heilbronn, wo er 1897 zum Regierungsrat ernannt wurde. Ab 1900 leitete er das Oberamt Ulm, dort wurde er 1905/06 zum Oberregierungsrat ernannt. 1924 trat er in den Ruhestand.
Er wurde 1901 mit dem Ritterkreuz 1. Klasse des Friedrichs-Ordens ausgezeichnet. Bereits 1898 hatte er den Olga-Orden erhalten.
Sein Sohn Helmuth Maier war ebenfalls Landrat, und zwar in Spaichingen und Nürtingen. Sein weiterer Sohn Wilhelm Maier war Mathematiker und Hochschullehrer.